# 本·格默
本尼迪克·邁克爾·格默（1978年2月19日—）是一位英格蘭政治人物，他的黨籍是保守黨。自2010年開始，他擔任伊普斯威奇選區選出的英國下議院議員。他的父親约翰·格默也是一位政治家。